# Hamilton-Handgriff
Der Hamilton-Handgriff, auch Punchingball-Handgriff (engl. Hamilton's maneuver) – benannt nach Alexander Hamilton  (1739–1802), schottischer Mediziner, Professor für Geburtshilfe an der University of Edinburgh –  wird in der Geburtshilfe angewendet, um eine Atonische Nachblutung zu stillen. Dabei befindet sich eine Hand in der Scheide, die andere auf dem Unterbauch der Patientin. Die innere Hand in der Scheide wird zur Faust geballt und die Fingerknöchel gegen den Uterus gepresst. Die äußere Hand drückt die Gebärmutter gegen die innere Hand. Die Vorder- und Hinterwand des Uterus werden dadurch fest aneinandergepresst. Wird dieser Handgriff lange genug ausgeführt, kann praktisch immer eine Blutstillung erreicht werden. Sobald regelmäßig auftretende Nachwehen verspürt werden, kann diese manuelle Kompression beendet werden. In schweren Fällen kann dies allerdings ein bis zwei Stunden dauern.